# Андреев, Сергей Иванович
Сергей Иванович Андреев (1927—1992) — советский хоккеист с мячом.

## Биография
С. И. Андреев начал играть в хоккей с мячом в 1943 году в юношеской команде «Динамо» Москва.
С 1947 года — в основной команде, где выступал до 1956 года. Двукратный чемпион СССР.
В 1947—1949 годах выступал в дубле футбольной команды «Динамо» Москва.

## Достижения
- Чемпион СССР (2) — 1951, 1952
- Вице-чемпион СССР (2) — 1950, 1954
- Бронзовый призёр чемпионата СССР (1) — 1956
- Обладатель Кубка СССР (4) — 1948, 1950, 1951, 1953
- Обладатель Кубка РСФСР (2) — 1949, 1950
- Чемпион Москвы (6) — 1948, 1949, 1950, 1951, 1952, 1953
- Обладатель Кубка Москвы (5) — 1948, 1949, 1950, 1951, 1953
- Обладатель Кубка РСФСР (2) — 1951, 1952
- Включён в список 22 лучших игроков сезона (1) — 1951